# Luísa Leão
Luísa Leão (Rio de Janeiro, 19 de outubro de 2001) é uma estudante de Engenharia Mecânica e entusiasta espacial. É notória por divulgar diversos conteúdos científicos na internet. Liderou os projetos Science Days (2018) e Human Exploration Rover Challenge (2021) para a NASA.

## Educação e experiência acadêmica
Luísa Leão estuda na Pontifícia Universidade Católica do Rio de Janeiro (PUC-Rio), onde fundou o grupo de Tecnologias Aeroespaciais ARES, vencedor da Olimpíada Brasileira de Satélites (OBSAT) e a única equipe universitária selecionada para participar do NASA HERC 2022. Em 2018 recebeu uma bolsa de estudos para cursar a National Flight Academy, na Base Aeronaval de Pensacola.